# Ảnh hưởng của đại dịch COVID-19 đối với điện ảnh

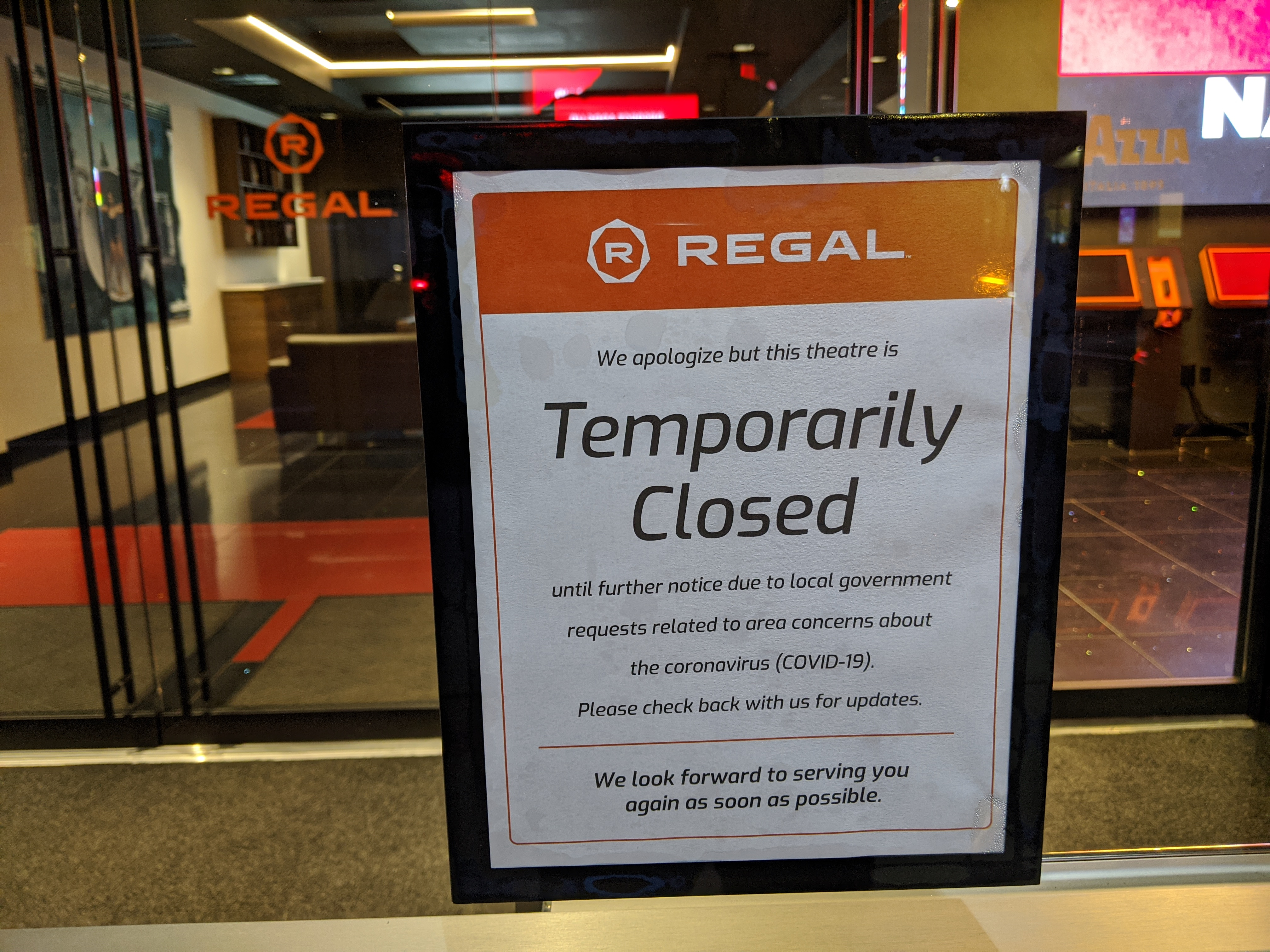
Dấu hiệu trên cánh cửa của một rạp chiếu phim Regal đóng cửa vào tháng 3 năm 2020

Đại dịch COVID-19 đã có tác động đáng kể đến ngành công nghiệp điện ảnh. Trên khắp thế giới và ở các mức độ khác nhau, các rạp chiếu phim và rạp chiếu phim đã bị đóng cửa, các liên hoan đã bị hủy bỏ hoặc hoãn lại, và việc phát hành phim đã được chuyển sang ngày trong tương lai hoặc bị trì hoãn vô thời hạn. Khi các rạp chiếu phim và rạp chiếu phim đóng cửa, phòng vé toàn cầu giảm hàng tỷ đô la, trong khi phát trực tuyến trở nên phổ biến hơn; cổ phiếu của các nhà triển lãm phim giảm đáng kể. Nhiều bộ phim bom tấn dự kiến được phát hành vào giữa tháng 3 và tháng 7 đã bị hoãn hoặc hủy trên toàn thế giới, với việc sản xuất phim cũng bị dừng lại. Tổn thất lớn trong ngành đã được dự đoán trước.
Ngành công nghiệp điện ảnh Trung Quốc đã mất 2 tỷ USD vào tháng 3 năm 2020 khi đóng cửa tất cả các rạp chiếu phim trong thời gian Tết Nguyên đán vốn là thời gian vàng của doanh thu cho ngành công nghiệp này trên khắp châu Á. Hoa Kỳ chứng kiến doanh thu phòng vé thấp nhất vào cuối tuần kể từ năm 1998 trong khoảng thời gian 13-15 tháng 3.

## Phòng vé

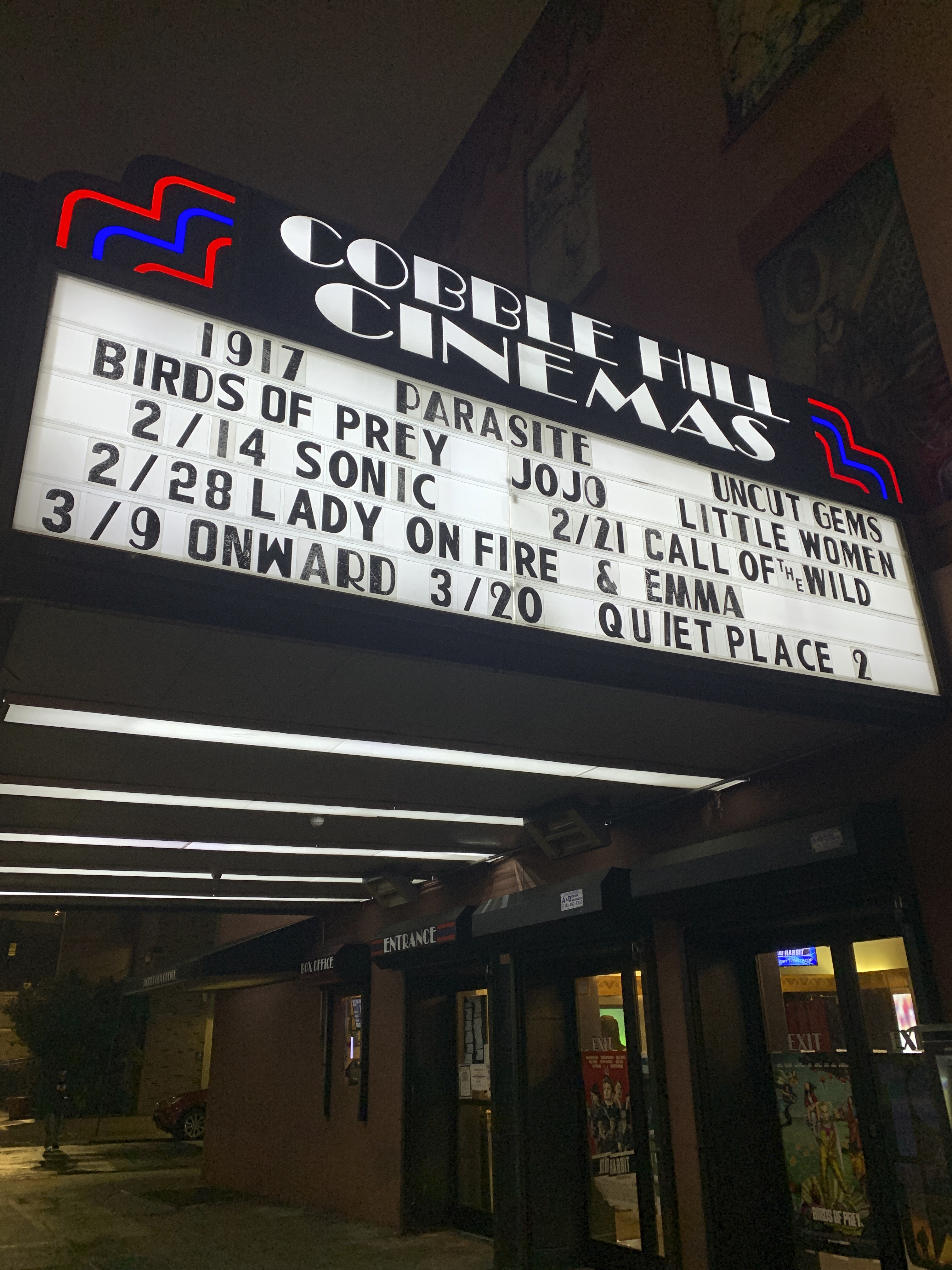
Một rạp chiếu phim Brooklyn công bố các buổi chiếu vào tháng 2 năm 2020; Vùng đất câm lặng: Phần II sau đó phim này đã được ngừng chiếu

Đầu tháng 3 năm 2020, dự đoán rằng phòng vé toàn cầu có thể mất 5 tỷ đô la Mỹ do hậu quả của đại dịch.
Các quốc gia là điểm nóng của đại dịch đã đóng cửa hoặc giới hạn các rạp chiếu phim, ảnh hưởng tiêu cực đến doanh thu phim. Số người đi xem phim cũng đã thấp hơn ở các khu vực còn lại. Sau đại dịch ở Trung Quốc đại lục, 70.000 rạp chiếu phim đã bị đóng cửa vào tháng 1 năm 2020. Trong hai tháng đầu năm 2020, phòng vé của Trung Quốc đã giảm xuống còn 3,9 triệu đô la Mỹ, so với 2,148 tỷ đô la Mỹ trong hai tháng đầu năm 2019. Sau đó, do hậu quả của đại dịch ở Ý, vào ngày 8 tháng 3 năm 2020, chính phủ Ý đã ra lệnh đóng cửa tất cả các rạp chiếu phim, trong vòng một tháng. Trước khi đóng cửa, theo dõi phòng vé ước tính giảm 94% vào cuối tuần ngày 6 tháng 3 so với cùng kỳ năm trước. Do đại dịch đang gia tăng ở Pháp, các rạp chiếu phim đang hoạt động với một nửa công suất, bỏ đi các ghế ưu tiên để giảm khoảng cách gần với màn hình,  một động thái mà chuỗi rạp chiếu phim tại Ireland và Bắc Ailen của Omniplex Cinemas cũng bắt chước sau đó. Vào ngày 12 tháng 3, Qatar cũng đã đóng cửa tất cả các rạp chiếu phim,  và Hoa Kỳ cũng làm điều này vào ngày 17 tháng 3,  và Vương quốc Anh làm theo vào ngày 20 tháng 3 
Tỷ lệ tổn thất doanh thu phòng vé (bên ngoài Trung Quốc đại lục) từ tháng 1 đến 3 tháng 3 năm 2020 là: 70-75% ở Ý, 60% ở Hàn Quốc, 35% ở Hồng Kông, Philippines và Singapore và 30% ở Đài Loan.  Doanh thu phòng vé Los Angeles, một thị trường điện ảnh quan trọng và là xương sống của kinh tế địa phương, dự kiến sẽ giảm 20% vào tháng 4 năm 2020 so với số liệu năm 2019, dựa trên tình trạng khẩn cấp được tuyên bố tại đây vào đầu tháng 3 năm 2020.  Mặc dù trong tình trạng khẩn cấp, vì các màn hình đơn trong rạp chiếu phim không chứa hơn 1.000 người, họ đã được miễn trừ lệnh cấm đối với các cuộc tụ họp công cộng đại chúng ở California. Một đại diện của Hiệp hội các chủ sở hữu nhà hát quốc gia ở California và Nevada tuyên bố rằng các nhà hát sẽ mở cửa; trong lịch sử, các rạp chiếu phim vẫn mở trong những trường hợp khẩn cấp tương tự khác. Tuy nhiên, một cuộc khảo sát của người Mỹ vào cuối tuần đầu tháng 3 cho thấy sự hỗ trợ cho việc đóng cửa các rạp chiếu phim.  Vào ngày 15 tháng 3, Deadline báo cáo rằng hơn 100 rạp chiếu phim ở Mỹ đã đóng cửa, một số do các phán quyết địa phương và những người khác vì không thể giữ chúng mở mà không có nhu cầu;  vào ngày 17 tháng 3, với những hạn chế quốc gia đối với các cuộc tụ họp xã hội, các rạp chiếu phim trên khắp Hoa Kỳ đã đóng cửa.  Tuy nhiên, các rạp chiếu phim lái xe, nơi khách hàng xem phim khi ở trong xe riêng của họ, không bị đóng cửa, và nhanh chóng trở nên phổ biến trở lại.
Việc mở cửa vào cuối tháng 3 đã chứng kiến doanh thu phòng vé thấp hơn đáng kể so với cuối tuần 2019. Cuối tuần mở màn năm 2019 đã chứng kiến sự ra mắt của Captain Marvel, một mình kiếm được hơn 153 triệu đô la trong nước vào cuối tuần đó, so với bộ phim lớn nhất cuối tuần 2020, Onward, với khoảng 39 triệu đô la Mỹ. Cuối tuần tiếp theo chứng kiến tổng doanh thu phòng vé Mỹ thấp nhất kể từ tháng 10 năm 1998, với tỷ lệ phần trăm giảm thấp hơn so với cuối tuần sau ngày 9/11, ở mức 55,3 triệu USD.  Bản thân Onward đã chứng kiến sự sụt giảm lớn nhất từ cuối tuần đến cuối tuần của bất kỳ bộ phim Pixar nào, chỉ kiếm được 10,5 triệu đô la, mặc dù vẫn là bộ phim lớn nhất cuối tuần và là phim duy nhất kiếm được hơn 10 triệu đô la.  Vào ngày 19 tháng 3, Walt Disney Studios và Universal Pictures tuyên bố rằng họ sẽ không tiếp tục báo cáo số liệu phòng vé.

## Kế hoạch

### Lễ trao giải thưởng
Hai lễ trao giải phim hàn lâm đã được tổ chức sau khi coronavirus trở nên phổ biến: Giải thưởng César lần thứ 45 vào ngày 28 tháng 2 và Giải thưởng Phim Hàn lâm Nhật Bản lần thứ 43 vào ngày 6 tháng 3. Lễ trao giải thưởng phim Hàn lâm Nhật Bản đã diễn ra vào ngày 6 tháng 3. Tuy nhiên, buổi lễ được tiến hành mà không có bất kỳ khách mời hay nhà báo nào. Lễ trao giải Mâm xôi vàng lần thứ 40 ban đầu dự định sẽ diễn ra theo kế hoạch vào ngày 14 tháng 3 năm 2020. Tuy nhiên, cuối cùng nó đã bị hủy bỏ. Người chiến thắng của buổi lễ này đã được công bố trên kênh YouTube Razzies vào ngày 16 tháng 3.
Giải thưởng Học viện Điện ảnh Ấn Độ Quốc tế, dự kiến diễn ra vào ngày 27 tháng 3, đã bị hủy,  trong khi buổi lễ David di Donatello của Viện hàn lâm Ý đã bị hoãn lại từ tháng 4 đến tháng 5.  Lễ thành tựu trọn đời của Viện phim Mỹ để tôn vinh Julie Andrew đã bị đẩy lùi từ tháng 4 đến mùa hè. Giải thưởng Chương trình của Hiệp hội Truyền hình Hoàng gia ở London sẽ được tổ chức với chỉ những người được đề cử và đại diện của RTS tham dự.  Giải thưởng Platino năm 2020 cũng đã bị hoãn lại.
Giải thưởng Kids 'Choice của Nickelodeon đã bị hoãn lại sau khi được lên kế hoạch vào ngày 22 tháng 3 năm 2020; người phát ngôn cho biết công ty "sẽ có thêm thông tin về một ngày mới trong tương lai." 
Giải thưởng Juno năm 2020, một sự kiện trao giải âm nhạc của Canada, đã bị hủy vào ngày 12 tháng 3 năm 2020, ba ngày trước khi được tổ chức theo lịch trình.

### Lễ hội
Nhiều lễ hội và sự kiện đã bị hủy bỏ hoặc hoãn lại.
Các sự kiện bị hoãn lại bao gồm Liên hoan phim tài liệu ở Thessaloniki, bắt đầu vào ngày 5 tháng 3 và lên lịch lại vào tháng 6 năm 2020;  Liên hoan phim quốc tế Bắc Kinh, dự kiến vào tháng 4 năm 2020 và hoãn lại vô thời hạn; Liên hoan phim quốc tế Prague, được chuyển từ cuối tháng 3 đến một thời điểm sau đó vào năm 2020; Liên hoan phim Bentonville, lấy bối cảnh từ 29 tháng 4 đến 2 tháng 5 và chuyển sang tháng 8;  Liên hoan phim quốc tế Istanbul được tổ chức từ ngày 10 đến 21 tháng 4 và hoãn lại đến một ngày sau đó vào năm 2020; và Liên hoan phim Tribeca cũng hoãn phiên bản năm 2020.  Liên hoan phim & sáng tạo Cinequest, một liên hoan kéo dài hai tuần vào tháng 3, có ít người tham dự trong tuần đầu tiên và hoãn tuần thứ hai đến tháng 8 năm 2020. Liên hoan phim Beverly Hills lần thứ 20 dự kiến diễn ra từ ngày 1 đến 15 tháng 4 bị hoãn vô thời hạn. Liên hoan phim mùa hè Metro Manila 2020, ban đầu dự kiến từ ngày 11 đến 21 tháng 4, cũng đã bị hoãn lại sau khi quyết định phong tỏa Metro Manila được công bố.
Các sự kiện bị hủy bao gồm Liên hoan phim quốc tế và Diễn đàn về Nhân quyền Thụy Sĩ, dự kiến vào đầu tháng 3;  Liên hoan phim quốc tế Biển Đỏ, được tổ chức lần đầu tiên vào tháng 3 năm 2020;  Tháng 3 năm 2020 Nam theo Tây Nam (SXSW), bao gồm các buổi chiếu phim; BFI Flare 2020: Liên hoan phim LGBTIQ + ở Luân Đôn;  Lễ hội Slimefest 2020 của Nickelodeon;   sự kiện ra mắt của Disney + Châu Âu;  Mặt trước và các bài thuyết trình chương trình của Fox Broadcasting Company; Qumra, hội nghị của các đạo diễn quốc tế của Viện phim Doha; Hong Kong Filmart, một sự kiện thị trường phim lớn; các Hiệp hội quốc gia của Nhà hát chủ sở hữu ' CinemaCon 2020; và lễ hội truyền hình Series Mania của Lille.  Lần thứ 22 của Ebertfest và lần thứ 44 của Liên hoan phim quốc tế Cleveland bị hủy bỏ. Liên hoan phim toàn cầu của New Jersey, Liên hoan phim Garden State, dự kiến diễn ra từ ngày 25 đến 29 tháng 3, đã hủy bỏ liên hoan trực tiếp tại Asbury Park của họ, tuy nhiên sẽ được tiến hành theo lịch trình ban đầu theo định dạng trực tuyến trực tuyến theo thời gian thực.
Liên hoan phim Cannes 2020 đã gửi thư mời vào ngày 6 tháng 3, mặc dù Pháp thực hiện các giới hạn đối với các cuộc tụ họp công cộng ngoài ngày dự kiến; Lễ hội Truyền hình Cannes Canneseries và MIPTV đã quyết định không tổ chức, tuy nhiên, với việc tái tổ chức Cannes cho tháng 10 và MIPTV hủy bỏ sự kiện của nó. Vào ngày 19 tháng 3, Festival de Cannes thông báo rằng nó không thể được tổ chức vào các ngày đã lên lịch, từ ngày 12 đến 23 tháng Năm. Một số tùy chọn được xem xét để duy trì hoạt động của nó, lựa chọn chính là hoãn lại đơn giản, tại Cannes, cho đến cuối tháng 6 - đầu tháng 7 năm 2020.
Trong ngành, có ý kiến cho rằng sau khi đại dịch được ngăn chặn và các sự kiện lớn được lên lịch lại, các sự kiện và lễ hội kinh doanh ít quan trọng hơn có thể được loại bỏ vĩnh viễn khỏi lịch công nghiệp, để cho phép các sự kiện quan trọng hơn xảy ra, bởi vì chúng có thể được coi là không cần thiết nếu không có ảnh hưởng lớn nào đối với việc hủy bỏ của họ và để giảm bớt tài chính của ngành khi điện ảnh bước vào thời kỳ suy thoái do các tổn thất do coronavirus gây ra.